# Brigitte Tast
Brigitte Tast (* 1948 in Altenheim) ist eine deutsche Foto- und Performancekünstlerin, die mit Bild-Text-Kombinationen arbeitet.

## Leben
Brigitte Tast wuchs in der badischen Rheinebene auf und absolvierte eine Sparkassenlehre im Heimatdorf. Im Anschluss ging sie für zwei Jahre als Au-pair ins Ausland (Basel, London und den Lake District). 1968–1969 wurde sie Krankenpflegeschülerin am Universitätsklinikum Freiburg.
Es folgte ein Umzug nach Niedersachsen, dort belegte sie ab 1971 ein Grafik-Design-Studium an der Werkkunstschule Hildesheim (heute: Hochschule Hildesheim/Holzminden/Göttingen). Hier entdeckte sie, unterstützt durch den Fachdozenten Umbo, ihr Interesse an der Fotografie. Außerdem war sie fasziniert vom Neuen Deutschen Film. Deswegen begann sie 1975 ein Zweitstudium in der Filmklasse der Hochschule für Bildende Künste Braunschweig, 1980 schloss sie dieses Studium als Meisterschülerin bei Gerhard Büttenbender ab.
Zusammen mit Magdalena Zerrath organisierte sie acht Jahre lang eine feministische Filmreihe in Hildesheim: Filme von Frauen im vhs-kellerkino. Ihr dafür gesammeltes, umfangreiches Text- und Fotoarchiv übergibt sie an die Westberliner Cineastinnen-Initiative Blickpilotin; denn ab Mitte der 1980er Jahre konzentrierte sich Brigitte Tast schließlich ganz auf die eigene künstlerische Arbeit.
Brigitte Tast lebt und arbeitet im Landkreis Hildesheim. Sie ist verheiratet mit dem Publizisten Hans-Jürgen Tast (* 1948). Ihre gemeinsame Tochter ist die Hamburger Fotografin Isadora Tast.

## Werk
Im Februar 1985 führte Brigitte Tast ihre erste Diageschichte öffentlich vor. Bei dieser Multi-Media-Performance liest die Autorin neben der Leinwand stehend einen Text von ihr in die projizierten Schwarz-Weiß-Dias ein. „Neu ist sicherlich auch, dass sie sich des Mediums Diaprojektion, mit von ihr selbst live vorgetragenen Text, bedient, einer Gattung, die bislang eher im Rahmen von Reiseberichten und kunsthistorischen Vorträgen an Volkshochschulen Verwendung fand. Nur wenige Künstler wagten sich bisher an dieses Medium als künstlerisches heran. Diese Eigenständigkeit, sich so ganz unabhängig vom Kunstgetriebe, von Galeristen, Museen oder selbst Verlegern mit ihren Projekten zu bewegen und zunächst auch gar nicht hinüberzuschielen, ob das, was sie tut, dort registriert wird, ist auffällig und ungewöhnlich.“ (Reinhold Mißelbeck)
Parallel zu den Performances entstanden mehrere Bildbände, ebenfalls Foto-Text-Kombinationen, sowie Ausstellungen in in- und ausländischen Galerien und Museen.
Brigitte Tast fotografiert analog mit Rollfilm. Häufig nutzt sie dabei ein Stativ, daneben auch immer wieder Spiegel. „Der Spiegel wiederum ist das klassische Instrument der Selbsterforschung […] Brigitte Tast perpetuiert und elaboriert diese Urszene der Selbstidentifikation beziehungsweise Selbstverkennung in ihren Fotoinszenierungen, die seit den 70er Jahren ihre künstlerische Arbeit bestimmen.“ Ihr 2020 erschienenes biografisches Fotobuch Rot in Schwarz-Weiß repräsentiere „eine typische 68er-Identität“, so die Rezension in der taz. Für die Photonews ist der Nachfolgeband Durch Schwarz und Weiß „auch ein Buch über diese sonderbare Magie, die der Fotografie in ihren besten Momenten, manchmal, innewohnt.“
2012 und 2013 hatte sie einen Lehrauftrag für künstlerische Fotografie an der Stiftung Universität Hildesheim.

## Buchveröffentlichungen
- Mit Linde Fröhlich: Das Private wird öffentlich. Filme von Frauen. Träume. Zentrum, Lübeck 1988, ISBN 978-3-923814-31-2.
- Modell Gehen. Kulleraugen-Verlag, Schellerten 1992, ISBN 978-3-88842-601-8.
- Warten auf Lydia. Ein Fotogedicht. Kulleraugen-Verlag, Schellerten 1994, ISBN 978-3-88842-602-5.
- Mit Gerd Scherm: Astarte und Venus. Eine foto-lyrische Annäherung. Kulleraugen-Verlag, Schellerten 1996, ISBN 978-3-88842-603-2.
- Mit Hans-Jürgen Tast: be bop. Die Wilhelmshöhe rockt. Disco und Konzerte in der Hölle. Verlag Gebr. Gerstenberg, Hildesheim 2007, ISBN 978-3-8067-8589-0.
- Mit Hans-Jürgen Tast: be bop. Rock Tempel & Nachtasyl. Band 2 zur Legende. Verlag Gebr. Gerstenberg, Hildesheim 2009, ISBN 978-3-8067-8733-7.
- Die Hüterin des Weiß. Kulleraugen-Verlag, Schellerten 2011, ISBN 978-3-88842-604-9.
- Rot in Schwarz-Weiß. Kulleraugen-Verlag, Schellerten 2020, ISBN 978-3-88842-605-6.[12]
- Restlessness. Berlin-Aufenthalte 1995–98. Kulleraugen-Verlag, Schellerten 2022, ISBN 978-3-88842-055-9.
- Rue St. Denis. Kulleraugen-Verlag, Schellerten 2023, ISBN 978-3-88842-056-6.
- Durch Schwarz und Weiß, Kulleraugen-Verlag, Schellerten 2024, ISBN 978-3-88842-606-3.
- Mit Gala Goebel: Gala isst aus Brigittes Teller. Eine Recherche-Performance, Kulleraugen-Verlag, Schellerten 2024, ISBN 978-3-88842-057-3.
- Mit Hans-Jürgen Tast: tüchtig. Kulleraugen-Verlag, Schellerten 2025, ISBN 978-3-88842-058-0